# 许亚南
许亚南（1964年11月—），女，汉族，浙江诸暨人，中华人民共和国政治人物。现任宁波市人大常委会副主任，民盟中央常委。第十三、十四届全国政协委员。